# Megacaphys titana
Megacaphys titana är en fjärilsart som beskrevs av William Schaus 1904. Megacaphys titana ingår i släktet Megacaphys och familjen mott. Inga underarter finns listade i Catalogue of Life.